# Valeria Montaldi
Pour les articles homonymes, voir Montaldi.
Valeria Montaldi, née le 5 août 1949 à Milan dans la région de la Lombardie, est une romancière et journaliste italienne.

## Biographie
Valeria Montaldi est née à Milan, où elle est diplômée en histoire de la critique d'art. Après vingt ans de journalisme consacré aux lieux et personnalités de l'art et des coutumes milanaises, elle publie en 2001 son premier roman, Il mercante di lana.
Ses romans se déroulent au Moyen Âge et parcourent les châteaux de la Vallée d'Aoste, les ruelles de Milan, la campagne lombarde, les rues de Paris et les canaux de Venise.
Dans ses deux derniers romans, L'Errante ('La randagia, 2017) et Il pane del diavolo (2018), l'action se déroule à différentes époques, la contemporaine et la lointaine. Des histoires noires qui s'entremêlent dans une même énigme, un jeu de miroirs entre personnages du passé et du présent.
Les romans de Valeria Montaldi sont publiés en France, Espagne, Portugal, Allemagne, Grèce, Serbie, Hongrie, Brésil.
Valeria Montaldi vit et travaille à Milan.

## Œuvre

### Romans
- Il mercante di lana (2001)
- Il signore del falco (2003)
- Il monaco inglese (2006)
- Il manoscritto dell'imperatore (2008)
- La ribelle (2011) Publié en français sous le titre La Rebelle, traduction de Samuel Sfez, Paris, Pygmalion, 2012
- La prigioniera del silenzio (2013) Publié en français sous le titre La Prisonnière de Venise, traduction de Renaud Temperini, Paris, Pygmalion, 2014
- La randagia (2016) Publié en français sous le titre L'Errante, traduction de Samuel Sfez, Paris, Pygmalion, 2017
- Il pane del diavolo (2018)

### Nouvelles
- Il sogno di Tarek in L'estate degli scrittori (2005)
- Il mistero di Piazza Cordusio (2006)
- Grigino il cavallino in Le favole del Settimo Piano (2007)
- L'affresco in History and Mistery (2008)
- Il medaglione in Eros e Thanatos (2010)
- Il ramo in 365 Racconti Erotici per Un Anno (2010)
- La bambina con la valigia (2011)
- Venezia. A spasso nel Trecento (2013)
- La rosa del pantano in Milano Mia (2015)